# Мурат, Танер
Танер Мурат (крымскотат. Taner Murat; род. 8 мая 1959, Констанца, Румыния) — добруджататарский писатель, поэт и переводчик.

## Биография
Родился 8 мая 1959 года, в районе Анадолкой (рум. Anadolchioi) города Констанца. Учился в общеобразовательной школе № 27 и в университете Овидия в Констанце. После окончания учебы в 1985 году работал инженером в нефтеперерабатывающем заводе в Нэводари.
В начале 90-х после суда над Чаушеску и свержения коммунистической власти в Румынии выступал за сохранение культурного разнообразия. Принимал участие в формировании партии Демократический союз турок Румынии как отделение от Турецко-мусульманского демократического союза Румынии.
В 90-е годы активно занимался туристической деятельностью: сначала занимал должность директора отеля «Аврора» в городе Мамая, а затем гостиницы «Карайман».
В начале 2000-х стал больше времени уделять духовной работе. В 2006 году написал роман «Kókten sesler – Temucin», который был издан компанией Trafford Publishing в Канаде. В 2009 году опубликовал второе издание Румынско-крымскотатарского словаря (впервые был опубликован в 1996 году Алтаем и Лейлой Керим).
С 2009 года работал учителем в Констанце, Нэводари, Мовилите и Бируинце. Присоединяется к писателю Гунеру Акмолле (рум. Ghiuner Acmola) в качестве волонтера-редактора литературного журнала «Эмель». В 2011 году основал в Добрудже двуязычный журнал об отношениях и культуре крымских татар «Nazar Look». В конце 2012 года инициировал создание Университета Шевки Бекторе на Черноморском побережье. В феврале 2014 года основал библиотеку Мусы Джалиля в Констанце. В марте того же года организовал между Констанцей и Чернаводэ марш «Marea Neagră îmi aparține».